# Arverni

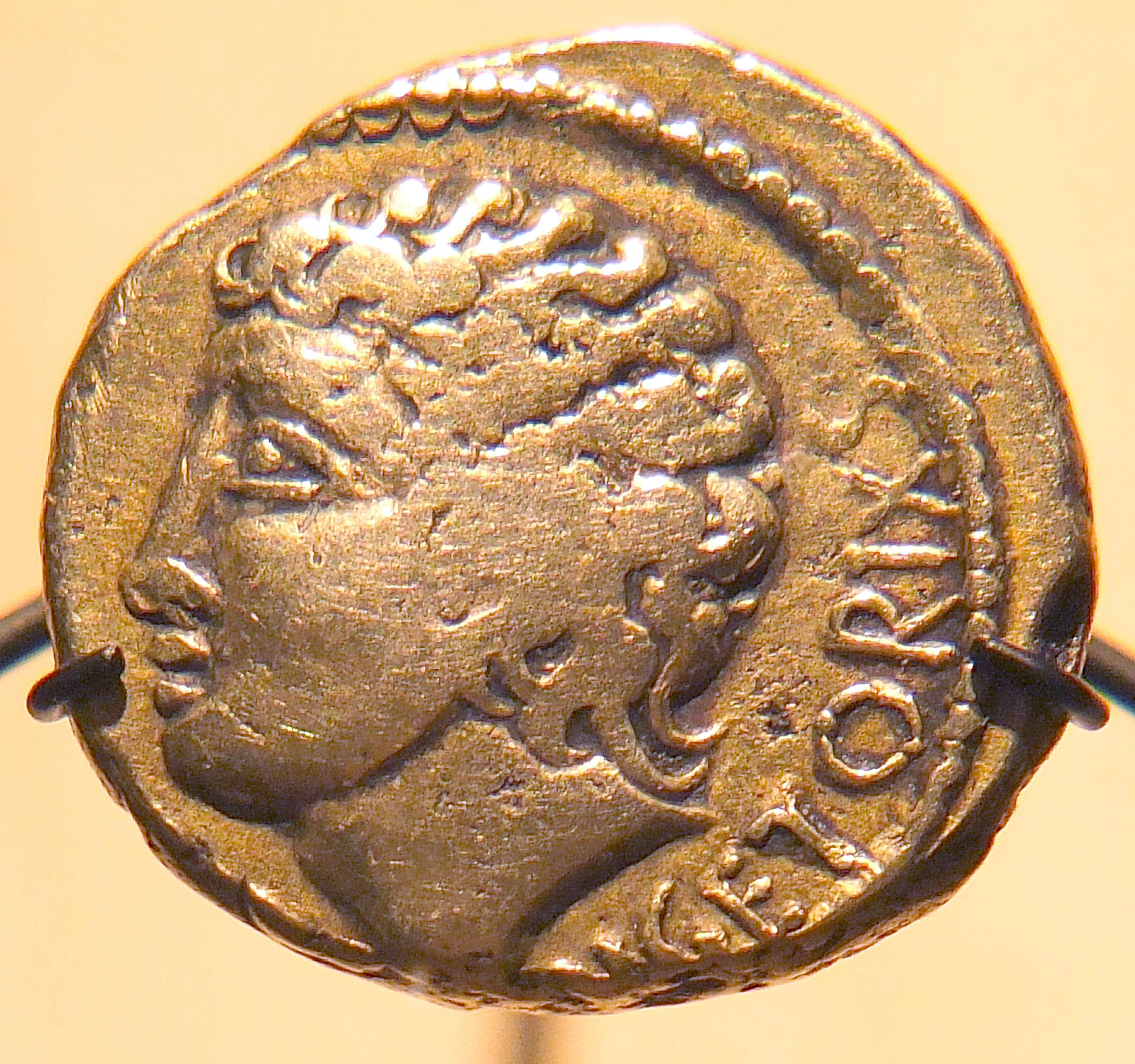
Statere Arverna all'effigie di Vercingetorige

Gli Arverni furono una potente e numerosa tribù gallica, stanziata in una regione centro-meridionale della Gallia che da loro prese il suo nome, che nel 53 a.C., guidata dal loro re Vercingetorige, riunì attorno a sé una vasta confederazione di tribù in guerra con le legioni dell'esercito romano per il predominio della Gallia.
Cesare fronteggiò la rivolta con decisione: in un susseguirsi di logoranti scontri condusse i due eserciti allo scontro finale che si verificò nel 52 a.C. ad Alesia (l'odierna Alise-Sainte-Reine, nella Borgogna).
I soldati romani, che stavano per soccombere accerchiati da una marea di nemici, riuscirono a ribaltare la situazione e ad ottenere la vittoria; Vercingetorige fu catturato e giustiziato qualche anno dopo, quando Cesare celebrò il suo trionfo a Roma. Da quel momento la Gallia entrò stabilmente nell'impero romano, per diventarne presto uno dei fulcri economici e culturali.
La loro capitale era Gergovia - benché alcune fonti, come ad esempio Strabone, ci riportano anche l'antica Nemosso -, identificata allo stato attuale delle nostre conoscenze archeologiche con l'odierne Clermont-Ferrand o Corent.